# Mammillaria angelensis
Espèce
Statut de conservation UICN

 LC B1ab(iii,v)+2ab(iii,v) : Préoccupation mineure
Mammillaria angelensis, aussi appelé Biznaga Llavina en espagnol, est une espèce de cactus du genre Mammillaria endémique du nord-ouest du Mexique, plus particulièrement dans l'État de Baja California Sur.

## Description
La plante est constituée d'un tronc central, couvert d'épines à la pointe recourbée, placées en nœuds doublées de poils. Ces poils servent principalement à réguler la consommation et la retenue de l'eau dans la plante, une meilleure régulation de la température et une barrière pour certains insectes.
La floraison (en Europe et plus généralement au niveau du tropique du Cancer) se fait de mars à juillet. Les fleurs d'angelensis se présentent seules ou en couronne, sur la partie supérieure de la plante, exposée à la lumière du soleil et aux insectes et oiseaux pollinisateurs. Elles sont de différentes nuances de roses et blancs.

## Distribution
On le trouve généralement près des côtes, au niveau de la mer et jusqu'à 300 m d'altitude.

## Étymologie
Le terme est formé de deux mots latins: 
Mammillaria: en forme de mamelle, proéminence.
et 
angelensis: en référence à la localité d'origine, l'île mexicaine d'Ángel de la Guarda,.

## Synonymes et sous-espèces
- Chilita angelensis (R.T.Craig) Buxb.
- Cochemiea dioica subs. angelensis (R.T.Craig) Doweld.
- Ebnerella angelensis (R.T.Craig) Buxb.
- Mammillaria dioica subs. angelensis (R.T.Craig) D.R.Hunt.
- Mammillaria dioica f. angelensis (R.T.Craig) Neutel.
- Mammillaria estebanensis' G.E. Linds.

## Galerie de photographies

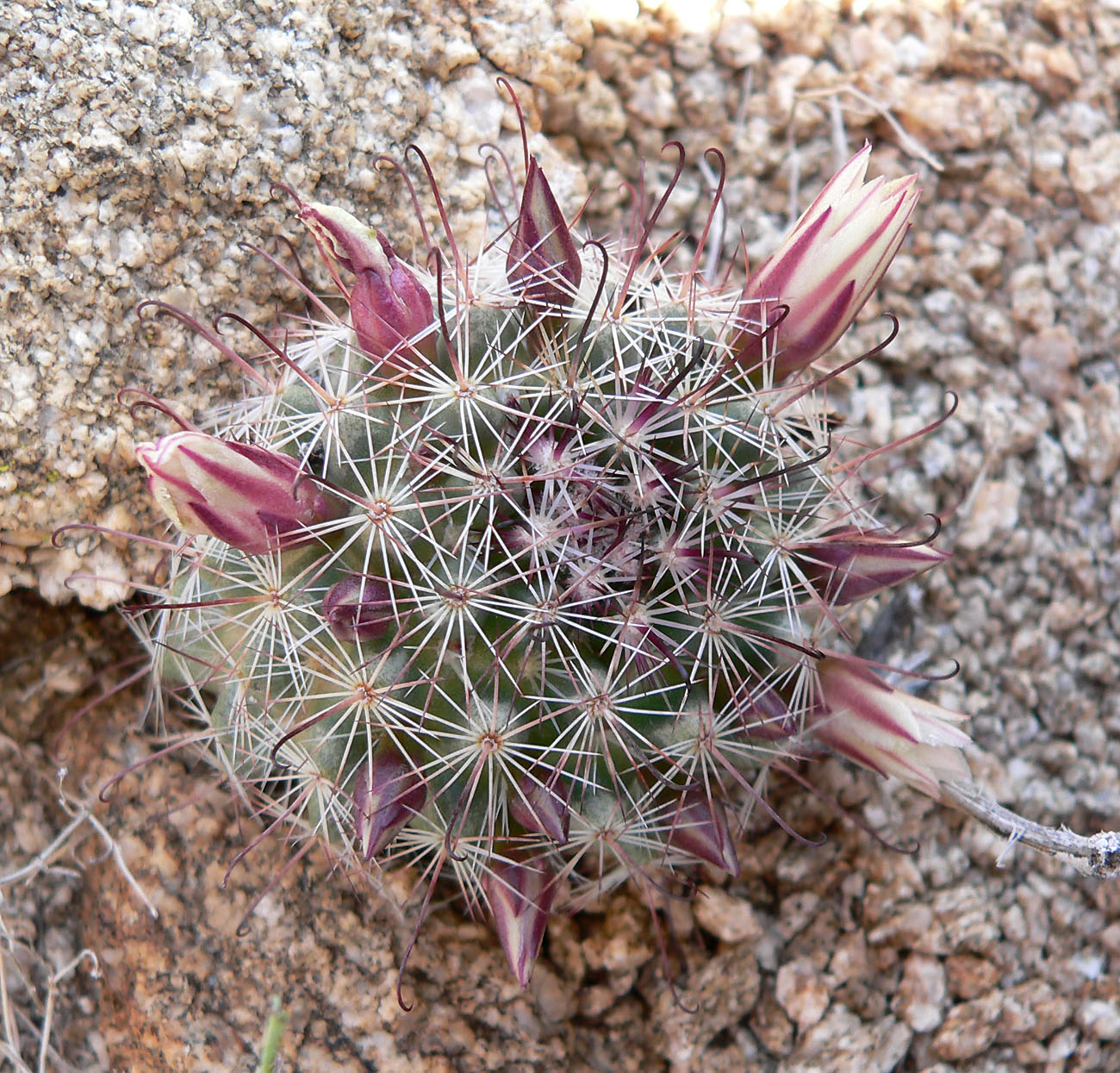
Mammillaria dioica, Cactus framboise.
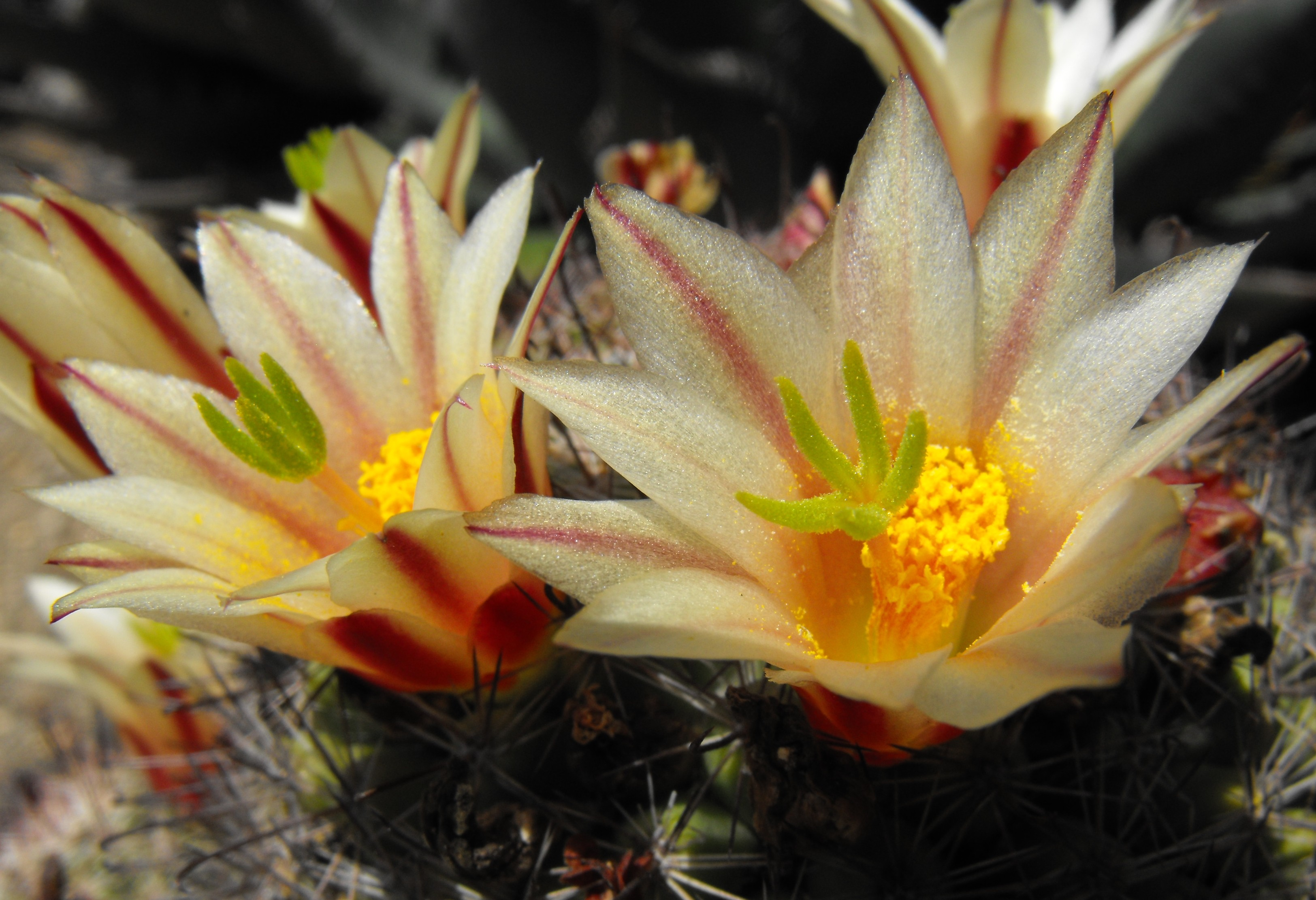
Fleurs de dioica.
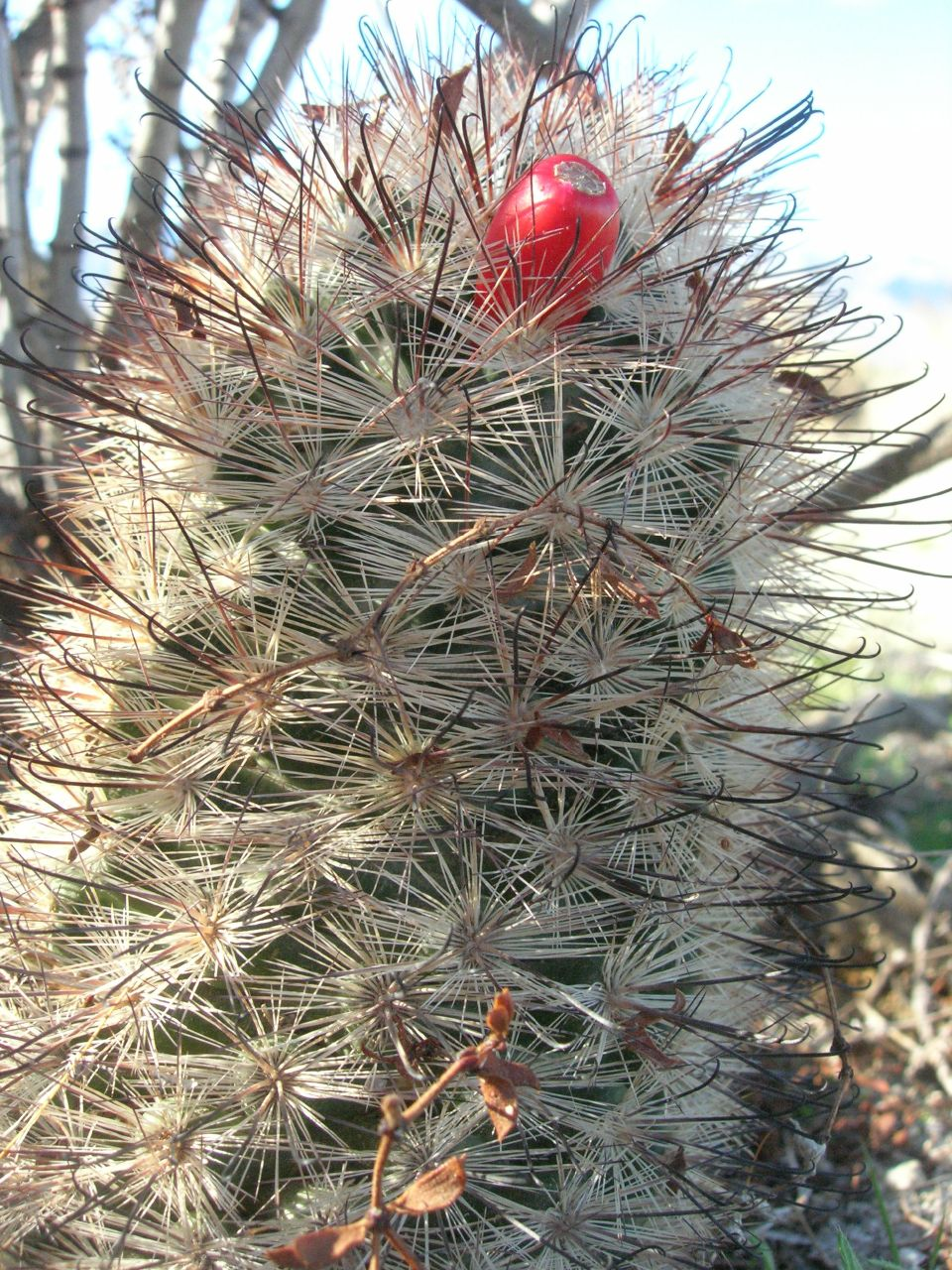
Mammillaria dioica, portant fruit.